# ルーとソロモン
『ルーとソロモン』（るーとそろもん）は三原順の漫画作品。「LaLa」誌にて1976年～1981年まで連載された。ウォーカー家の飼い犬である「ダメ犬、バカ犬、イジケ犬！」のソロモンと末っ子のルー、姉のピアを中心としたギャグコメディである。略称は「ルーソロ」。

## 概要

### 作品の位置づけ
著者の代表作であるシリアスな「はみだしっ子」と同時期に連載されていながら、徹底したギャグ（笑い）を追求している。「はみだしっ子」の自己批評とも、2つで表裏・陰陽を成すとも言われ、ソロモンは「はみだしっ子」に登場してサーニンの手伝いをしたり、「ルーとソロモン」の背景キャラとして4人のはみだしっ子達が本作に登場する。膨大なネームが特徴的な「はみだしっ子」でも“1ページ全部が文字”（グレアムの遺書）のページを含むPart.19「つれて行って」が掲載された1979年には、本作では2ページ分のふきだし中のセリフと説明が全て省略された「！…？…！？」が掲載されるなどの対応も見られる。
多くの話は「(1コマ目、長女ピアの描写)とピアが言い出したので（……）」とピアの言動がきっかけとなって起こる騒動（大抵はソロモンが痛めつけられる）である。

## 登場人物

### 主要キャラクター
ソロモン
ソロモン・ウォーカー。「両親とも血統書付」ながら種類の違う掛け合わせの計算を失敗した“犬に見えない犬”で、血統書付の名犬ジーンが購入される際に「合わせてヒヨコ1匹の値段」で抱き合わせで買わされたウォーカー家の飼い犬。人語を解し（ただし発話はできないので、相互コミュニケーションはできない）、作品中のネームはほとんどが彼のモノローグ。ドギーなど他の犬（ただしジーンとはできていない）、およびトムら魔法使いとは会話ができる。
ウォーカー家における地位は常に最低ランクで、その現状の打破を象徴するセリフ“食ってやる！”が口癖。しかし実際に“食ってやった”ことは稀（サムからもらったバレンタイン・チョコレートなど）で、食うことのできた（口蓋の中に収めた）狸の兄妹も雨宿り代わりとなってしまい、雨が晴れれば笑顔で送り出してしまうような心優しい性分。物理的な攻撃などの悪意を抱いた他人からのコミュニケーションには耐える・反抗する・受け流すなどの見事な対応を取る（大怪我もする）が、病気になったときに見舞われるなどの好意を含んだコミュニケーションには居心地の悪さを感じる。度重なる虐待に耐えたその身体は風邪ですらうつって12秒後には見切りをつけて逃げ出してしまう程だが、バスケットやスキーなどのスポーツをすると覿面に筋肉痛になる。叶わぬ恋であると自覚しながらも、シンシア（人間）のことが好き。
ルー
ルシール・ウォーカー。ソロモンからは「おチビちゃん」、家族からは「ルー」と呼ばれる、ウォーカー家の末っ子。幼児期にソロモンにあやされたことから彼になついた。そもそも、ソロモンにとってはウォーカー家への復讐のため「いつかこいつを食ってやる！」の対象であったが、ルーをピアとその母と対抗する“男同士の仲間”として認めるようになった。が、その直後に女の子であることが明かされソロモンをさらに落ち込ませることになった（ソロモンをいたぶるために作者が設定を変更したとの説もある）。その後、ソロモンはルーを「オレのエサだから手出しはさせねえ」と守るようになり、最後にはどんなやつからでも守ってみせると保護感情を抱かせている。
ソロモンに対する独占欲は強く、ソロモンがズグを可愛がっていたときにはズクを投げ捨てたほど。隣家との喧騒に家族がわめきたっていたときには自分で耳栓をするなど、幼いころから自我が強く、ソロモンの生活環境（過酷な加虐とそれへの反抗）を身近に育ち、“拳銃や自動車ばかり欲しがる”「ジャングル・ブック」のような少女と母親に評されるまでになった。
ピア
ピア・ウォーカー。ウォーカー家の長女。ほとんどの話において物語の展開のきっかけとなる行動・発言を行い、ソロモンを虐待する中心人物。本作が掲載された少女漫画誌の対象読者層である10代の女子であり、読み手が自己を投影して感情移入する、あるいは反発する作品中の主要キャラクター。
「戦うからには勝つべき」との信念を持ち、人知れずダンスのステップを２週間練習するなど負けず嫌い。ウォーカー家では冬に外に出たくない彼女の代りに風邪気味の母親が買物に行く（結果、母の風邪は重くなる）などわがままが大幅に認められており、ソロモンをいたぶるための創意工夫・努力には厭うところは微塵も見せない一方、シンシアの飼い犬ナタリーへの恋の橋渡しを買って出るなどの面倒見のいいところもある。後にソロモンを介してドロシーとサド・コンビ「地獄の軍団」を結成する。性格的にはほぼ正反対のイーノのことが好き。

### ウォーカー家
ジーン
ソロモンが犬屋で買われたときに同時に購入された「血統書付で利口」な犬。ソロモンとともに一度捨てられているが自力でウォーカー家に戻ってきた。ピアからは大切に可愛がられ、作品初期におけるソロモンが抱くコンプレックスの対象。後、2匹の飼い犬の維持に耐えかねたウォーカー家が引き取り手を捜したところ、ソロモンは見つからなかったがジーンの希望者は見つかったため、ピアの帽子とともに引き取られていった。
ズグ
ソロモンの犬小屋で見つかった幼鳥。当初はその風貌からピアから「ゴミの化け物」と呼ばれ、ソロモンの自尊心の拠り所となっていたが、イーノからミミズクあるいはフクロウの雛であることを指摘されると、ウォーカー家では珍鳥として丁重に扱われるようになり、これもソロモンのコンプレックスの原因に。ズグ自身はソロモンのことを「お兄ちゃん」として慕っていたが、五里霧中にてソロモンが野生よりも人間社会を無意識に選択した際にその尊敬心も失せた。
ママ
ウォーカー夫人。理想の少女像は「小公女」のセーラであるが、それとはかけ離れた2人の娘に苦悩する。
パパ
ウォーカー家の主、であるが物語中における存在感は小さい。
ジョゼフ
ピアが1歳のときに流産したウォーカー家の（生まれていれば）長男。ウォーカー夫人からみて、「生まれていれば理想的な息子に育っていたはず」の存在で、ピアが抱くコンプレックスの源の一つ。

### ピアの遊び仲間たち
イーノ
ピアのボーイフレンド。セリフ以外の彼の感情・思考は本作品内に描写されていないが、ピアをダンスパーティに一緒に行く相手として選ぶなど、相思相愛の模様。動物愛護をモットーとして、道端で売っていたヒヨコを10羽も買い、全て雄鶏に育ってしまって騒音に悩まされても我侭放題に生活させる程。クラブ活動も勝つことよりもみんなで楽しむことを主目的としたいとして、主流派と対立した。スチューに言わせれば「慈善的で偽善的」。背が高く、運動神経もよく「理想の王子様」。
ドギー
イーノのおばあちゃんの飼い犬。ソロモン以上の体格と怪力を持つが、心優しい性格のためそれを振るうことは稀。風邪薬と酒で酒乱状態になったソロモンを取り押さえたり、ソロモンの「おチビちゃんを食ってやる！」の凝り固まった信念を解きほぐしたり、ソロモンのよき友として物語で活躍する。イーノのおばあちゃんが亡くなったため、自身の存在理由を失い放浪の旅に出る。
シンシア
ソロモンが恋せし乙女。飼い犬はナタリーという雌の小犬。ソロモンが誤って怪我をさせたことが縁で恋に落ち、欠席している彼女のためにソロモンがノートを毎日届ける等したことがピア達に誤解を与え、ソロモン＞ナタリー恋慕説が生まれた。シンシア自身はヘンリーが好き。後に大事にしていたぬいぐるみ（リリーちゃん）を「人形から卒業しようと思って」ソロモンに与えた。
ロバート
野球チームの選手だが、ピアからは鈍足の評を受けている。サムの従兄弟。
サム
サマンサ。ロバートの従姉妹。ロバートからは「天使みたいな可愛い娘」との評を受けている。母親の死から遠ざける目的でロバートの家に長期滞在し、ピア・ドロシーとともに「地獄の軍団」を結成する。ソロモンをそりに載せて遊び、温かいシャワーをかけて洗ってやりふわふわになった毛にカールをかけリボンを結び、寒い夜には散歩に連れ出し、バレンタインには手製のチョコをあげるというソロモンにとっては高度な心理的虐待を加える。ソロモンのことが好き。
ドロシー
ドロシー・ハサウェイ。飼い犬シーザーをサディスティックに虐待する金持ちの娘として登場し、シーザーの代役として起用されたソロモンを介してサド仲間としてピアと親友になる。その後は2人、もしくはサムを加えた3人の「地獄の軍団」としてソロモンをいたぶることを趣味とする。

## 書籍情報

### 文庫版
- 第1巻　1998年12月20日初版発行　ISBN 4-592-88378-0
- 第2巻　1998年12月20日初版発行　ISBN 4-592-88379-9

### 文庫版付録
- 第1巻　若木未生解説「遺伝子」に感謝をこめて
- 第2巻　島田菜穂子解説 三原作品は可愛い!!